# Ankerplaats (landschap)
Een ankerplaats is in Vlaanderen een beschermd landschappelijk ensemble.
Het betreft wat grotere, samenhangende, landelijke gebieden die historisch erfgoed vertegenwoordigen en welke zijn opgenomen in de Landschapsatlas, welke sinds 2001 voor het Agentschap voor Onroerend Erfgoed de historische landschappen inventariseert.
Begin 2015 betrof het een 70-tal gebieden. Op dat moment werd het Onroerenderfgoeddecreet van kracht en kregen genoemde gebieden een beschermde status.
Kleinere gebieden worden eerder als landschapselement dan als ankerplaats aangeduid.